# Brotherella lorentziana
Brotherella lorentziana är en bladmossart som beskrevs av Loeske in Fleischer 1914. Brotherella lorentziana ingår i släktet Brotherella och familjen Sematophyllaceae. Inga underarter finns listade i Catalogue of Life.